# Pulau Samalona
Pulau Samalona är en ö i Indonesien.   Den ligger i provinsen Sulawesi Selatan, i den centrala delen av landet, 1 400 km öster om huvudstaden Jakarta.
Terrängen på Pulau Samalona är varierad. Öns högsta punkt är 7 meter över havet. 